# Formicdubius
Formicdubius là một chi bọ cánh cứng thuộc họ Scarabaeidae.